# Apocryptodon
Apocryptodon  é um género de peixe da família Gobiidae e da ordem Perciformes.

## Espécies
- Apocryptodon madurensis (Bleeker, 1849)[3]
- Apocryptodon punctatus (Tomiyama, 1934)[4][5][6][7][8][9][10][11]